# Лорен Гаттон
Мері Лорен Гаттон (англ. Lauren Hutton; нар. 17 листопада 1943) — американська модель і акторка, відома за фільмами «Американський жиголо», «Осколки мрій», «Паперовий лев», «Мелоун», «Студія 54».

## Біографія
Народилася 17 листопада 1943 року в Чарльстоні в Південній Кароліні. Батьки розлучилися, коли Лорен була ще маленькою. Мати незабаром знову одружилася, і дівчина взяла прізвище вітчима Галл, хоча він ніколи офіційно не удочеряв її.
У 18 років Лорен вступила у Південно-Флоридський університет, незабаром кинула навчання. В цей час вона зустрічалася з диск-жокеєм Петом Чамбурсом, старшим від неї на 19 років. Разом з ним переїхала в Нью-Йорк. Тут почала зніматися як модель для реклами. Згодом довгий час працювала в Playboy Club. Потім пара переїхала в Новий Орлеан, де Галл трохи провчилася в Ньюкомб коледжі. Потім вирішила отримати драматичну освіту і вступила в Університет Тулейн, де здобула ступінь бакалавра мистецтв.
Повернувшись в Нью-Йорк, змінила прізвище на Гаттон і розпочала активну модельну кар'єру, ставши популярною фотомоделлю. Зокрема, з'явилася на обкладинці авторитетного журналу «Vogue» (згодом удостоїлася цієї честі понад 40 разів!). Вона мала велику діастема між зубами, яку її просили виправити, але Гаттон вирішила залишити «дефект», який зробив її помітною і особливою на тлі інших моделей, надавши, як говорили фотографи, «невибагливу чутливість» її образу.

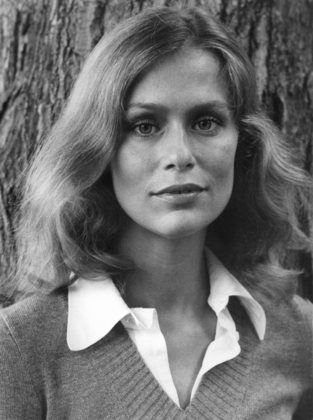
Фото 1974 року

У 1968-му році, вже бувши популярною моделлю, 25-річна Гаттон дебютувала в кіно — у головній ролі у фільмі «Паперовий лев», спортивній комедії, номінованій на «Золотий глобус». Через два роки з'явилася в головній ролі в мелодрамі «Осколки мрій» (1970), де втілила соцпрацівницю в парі з Робертом Форстером). Друга поява на екрані номінована на «Оскар» і «Золотий глобус» за найкращу пісню. Наступні головні ролі у великих голлівудських проєктах зробили Лорен Гаттон популярною акторкою («Малюк Фаусс і великий Гелсі» (1970), «Дозвольте представитися? Рокко Папалео» (1971), «Час кохання» (1973), «Гравець» (1974)). Великий успіх їй принесла роль в трилері Пола Шредера «Американський жиголо» (1979), де вона зіграла в дуеті з Річардом Гіром. Разом з тим росла і її популярність як моделі. Гаттон стала обличчям таких престижних марок, як Revlon, Calvin Klein і інших.
У 1980-х кінокар'єра Гаттон пішла на спад; фільми з її участю, в основному, провалювалися в прокаті. Однак з середини 90-х років ситуація змінилася. У 1995—1996 роках акторка з'являлася на телеекранах як головна героїня серіалу «Нью-Йорк, Центральний парк», а також як ведуча власного ток-шоу.
Після 2000-х Лорен Гаттон відкрила власну косметичну марку, на телебаченні й в кіно стала з'являтися рідше. У 2005-му 61-річна Лорен Гаттон з'явилася оголонею в журналі «Big», у фотосесії «Лорен Гаттон: Краса зберігається» — як пояснила модель, щоб жінки її віку не соромились свого тіла.
Гаттон не має дітей, ніколи не одружувалась, веде вільне особисте життя. У 70 років зустрічалася зі своїм 27-річним менеджером Бобом Вільямсоном.

## Фільмографія

### Фільми
| Рік  | Українська назва                       | Оригінальна назва             | Роль                   | Примітки        |
| 1968 | Паперовий лев                          | Paper Lion                    | Кейт                   |                 |
| 1970 | Осколки мрій                           | Pieces of Dreams              | Памела Гібсон          |                 |
| 1970 | Малюк Фаусс та Великий Гелсі           | Little Fauss and Big Halsy    | Ріта Небраска          |                 |
| 1971 | Дозвольте представитися? Рокко Папалео | італ. Permette? Rocco Papaleo | Дженні                 |                 |
| 1974 | Гравець                                | The Gambler                   | Біллі                  |                 |
| 1976 | Гатор                                  | Gator                         | Еджі Мейбенк           |                 |
| 1976 | Ласкаво просимо в Лос-Анджелес         | Welcome to L.A.               | Нона Брюс              |                 |
| 1977 | Вітайте Кнівела!                       | Viva Knievel!                 | Кейт Морган            |                 |
| 1978 | Весілля                                | A Wedding                     | Флоренс Фармер         |                 |
| 1978 | Хтось стежить за Мною!                 | Someone's Watching Me!        | Лея Майклс             |                 |
| 1980 | Американський жиголо                   | American Gigolo               | Мішель                 |                 |
| 1981 | Зорро, блакитний клинок                | Zorro, The Gay Blade          | Шарлотта Тейлор Вілсон |                 |
| 1981 | Батьківство                            | Paternity                     | Дженні Лофтон          |                 |
| 1982 |                                        | All Fired Up                  | Джейн                  |                 |
| 1982 | Геката                                 | Hécate                        | Клотильда де Вейтвіль  |                 |
| 1984 | Лассітер                               | Lassiter                      | Карі фон Фурстен       |                 |
| 1985 | Одного разу укушений                   | Once Bitten                   | графиня                |                 |
| 1986 |                                        | Flagrant désir                | Marlene Bell-Ferguson  |                 |
| 1987 | Мандрівники в часі                     | Timestalkers                  | Джорджія Кроуфорд      |                 |
| 1987 | Мелоун                                 | Malone                        | Джеймі                 |                 |
| 1988 | Біжи в ім'я свого життя                | Run for Your Life             | Сара Форсайт           |                 |
| 1989 | Заборонене сонце                       | Forbidden Sun                 | Місіс Лейк             |                 |
| 1990 | Страх                                  | Fear                          | Джессіка Моро          |                 |
| 1991 | Відсутні частини                       | Missing Pieces                | Дженніфер              |                 |
| 1991 |                                        | Millions                      | Крістіна Ферретті      |                 |
| 1991 | Винен, як наказано                     | Guilty as Charged             | Ліз                    |                 |
| 1994 | Мій тато — герой                       | My Father the Hero            | Мегае                  |                 |
| 1997 |                                        | A Rat's Tale                  | Евелін Джелібель       |                 |
| 1998 | Студія 54                              | 54                            | Ліз Вангелдер          |                 |
| 1998 |                                        | Just a Little Harmless Sex    | Елейн                  |                 |
| 1999 |                                        | Loser Love                    | Енні Делакруа          |                 |
| 2009 | Сімейка Джонсів                        | The Joneses                   | KC                     |                 |
| 2013 |                                        | Walking Stories               | Aunt Ruthie            | короткометражка |
| 2018 | Красуня на всю голову                  | I Feel Pretty                 | Лілі ЛеКлер            |                 |

### Телесеріали
| Рік       | Українська назва                            | Оригінальна назва                           | Роль                     | Примітки                                   |
| --------- | ------------------------------------------- | ------------------------------------------- | ------------------------ | ------------------------------------------ |
| 1973      | Час кохання                                 | A Time for Love                             | Дарлін                   | TV film                                    |
| 1977      | Рейнський обмін                             | The Rhinemann Exchange                      | Леслі Дженнер Гавквуд    | TV miniseries                              |
| 1978      | Хтось стежить за Мною!                      | Someone's Watching Me!                      | Лейдж Майклс             | TV film                                    |
| 1979      |                                             | Institute for Revenge                       | Лілла Сіммс              | TV film                                    |
| 1983      | Старфлайт: Літак, який не зміг приземлитися | Starflight: The Plane That Couldn't Land    | Еріка Гансен             | TV film                                    |
| 1983      |                                             | The Cradle Will Fall                        | Кеті Демайо              | TV film                                    |
| 1984      | Паперові ляльки                             | Paper Dolls                                 | Колетт Ферьє             |                                            |
| 1985      |                                             | Scandal Sheet                               | Мег Норт                 | TV film                                    |
| 1985      |                                             | Faerie Tale Theatre                         | літня пані               | «The Snow Queen»                           |
| 1985      |                                             | From Here to Maternity                      | Керолін                  | TV short                                   |
| 1986      |                                             | Monte Carlo                                 | Евелін Макінтайр         | TV miniseries                              |
| 1986      |                                             | Sins                                        | ZZ Bryant                | TV miniseries                              |
| 1986      |                                             | The Return of Mickey Spillane's Mike Hammer | Джоанна Лейк             | TV film                                    |
| 1987      |                                             | Falcon Crest                                | Ліз Макдавел             | 4 серії                                    |
| 1987      |                                             | The Hitchhiker                              | Тесс                     | «Riding the Nightmare»                     |
| 1988      |                                             | Perfect People                              | Барбара Лекстон          | TV film                                    |
| 1990      |                                             | Blue Blood                                  | Герда Мінскер            | TV miniseries                              |
| 1995-1996 | Нью-Йорк, Центральний парк                  | Central Park West                           | Лінда Фейрчілд Раш       | TV series                                  |
| 1996      |                                             | We the Jury                                 | Вінні Етвуд              | TV film                                    |
| 1999      |                                             | The Last Witness                            | Синтія Кіркмен Сазерленд | TV film                                    |
| 2007      |                                             | Manchild                                    | Joyce                    | TV film                                    |
| 2007      | Частини тіла                                | Nip/Tuck                                    | Фіона Макніл             | «Carly Summers», «Joyce and Sharon Monroe» |